# Iván Quintana
Iván Eliseo Quintana Miranda (Tomé, 3 de abril de 1936) es un abogado y político chileno. Fue diputado por la Provincia de Concepción en 1973.

## Biografía
Hijo de Florencio Quintana y Etelvina Miranda. Casado en Ránquil el 22 de febrero de 1958 con María Nancy Alarcón Canales, es padre de cuatro hijos.
Realizó los primeros estudios en la Escuela N.º 1 de Tomé. Los continuó en el Liceo de Hombres de Concepción. Posteriormente, ingresó a la Universidad de Concepción a estudiar Derecho, jurando como abogado ante la Suprema Corte de Justicia en enero de 1962.
Militante del Partido Comunista, fue regidor de Tomé entre 1967 y 1973. En marzo de 1973 fue elegido diputado por la 17.ª Agrupación Departamental de Concepción, Tomé, Talcahuano, Coronel y Yumbel. Integró la Comisión de Trabajo y Seguridad Social. Su período parlamentario fue interrumpido por el Golpe de Estado.
Durante la dictadura militar estuvo detenido y fue torturado. Estuvo exiliado en Frankfurt, Alemania Occidental hasta 1988, cuando regresó al país.
Tras el retorno de la democracia en 1990 fue candidato a diputado por Concepción y Lota, sin ser elegido. También participó de la elección de consejeros regionales de 2013, donde no logró el cupo para el distrito Concepción II. En 2014 fue nombrado Seremi de Trabajo de la Región del Biobío, cargo al que renunció en 2015 por motivos personales.
Actualmente es presidente provincial del PC en Concepción.

## Historial electoral

### Elecciones parlamentarias de 1973
- Elecciones parlamentarias de 1973 para la 17ª Agrupación Departamental de Concepción[8]

### Elecciones parlamentarias de 1993
- Elecciones parlamentarias de 1993 a Diputado por el distrito 45 (Coronel, Florida, Hualqui, Penco, Santa Juana y Tomé)[9]

### Elecciones parlamentarias de 1997
- Elecciones parlamentarias de 1997 a Diputado por el distrito 44 (Concepción, San Pedro de la Paz y Chiguayante)[10]

### Elecciones parlamentarias de 2001
- Elecciones parlamentarias de 2001 a Diputado por el distrito 46 (Lota, Los Álamos, Arauco, Cañete, Contulmo, Curanilahue, Lebu y Tirúa  ) [11]

### Elecciones parlamentarias de 2005
- Elecciones parlamentarias de 2005 a Diputado por el distrito 45 (Coronel, Florida, Hualqui, Penco, Santa Juana y Tomé)[12]